# Загородных, Алексей Владимирович
Алексей Владимирович Загородных (род. 21 октября 1955 в Воронеже) — российский художник, живописец, график. Участник городских, областных, всероссийских и международных выставок с 1977 года. Является членом Союза художников России и руководит единственной в Воронеже народной изостудией.
В художественной среде Воронежа имя Алексея Загородных связывают не только с его жизнеутверждающими и самобытными работами, но и с изостудией, которой он руководит с 1990 года. Сейчас студия располагается в его мастерской. За двадцать с небольшим лет Алексей Владимирович вырастил в студии множество художников, в числе которых Евгений Камбалин, Сергей Баловин, Евгений Чепурин.
Выставки Алексея Загородных проходили в Америке, Австралии, Европе и Израиле. Художник работает в разных жанрах: создает и портреты, и пейзажи, и натюрморты, и полотна в жанре ню. Все его работы объединены неповторимой манерой исполнения, а сам живописец называет свой стиль «экспрессионистическим реализмом».

### Цитаты
«Предназначение художника — не грузить страшилками, негативной реакцией на жизнь. Он должен всё происходящее переработать и найти положительный выход из ситуации»
«Что я пишу? Мой импульс, моё понимание или непонимание мира. Художник не анализирует каждый мазок. Это некий поток, состояние отрешённости, когда понимаешь, что цвет подобран верно или фальшиво»
«Помню, в 1988 году я по вечерам р

## Загородных, Алексей Владимирович[5]
1. ↑  ВОРОНЕЖСКОЕ ОТДЕЛЕНИЕ СОЮЗА ХУДОЖНИКОВ РОССИИ. Дата обращения: 26 сентября 2018. Архивировано из оригинала 24 января 2017 года.
2. ↑  Художники Воронежа. Дата обращения: 2 апреля 2022. Архивировано 14 июня 2021 года.
3. ↑  Загородных Алексей Владимирович — Воронежский областной художественный музей имени И. Н. Крамского. kramskoy-vrn.ru. Дата обращения: 12 января 2017. Архивировано из оригинала 12 февраля 2017 года.
4. ↑  Художник Алексей Загородных рассказал в ВГУ о своем творчестве и современном искусстве. www.vsu.ru. Дата обращения: 12 января 2017.
5. ↑  В Воронеже выставка «Посвящение» художника Алексея Загородных вызвала аншлаг. МОЁ Online! Воронеж. Архивировано 13 января 2017. Дата обращения: 12 января 2017.